# Schwedische Botschaft in Berlin

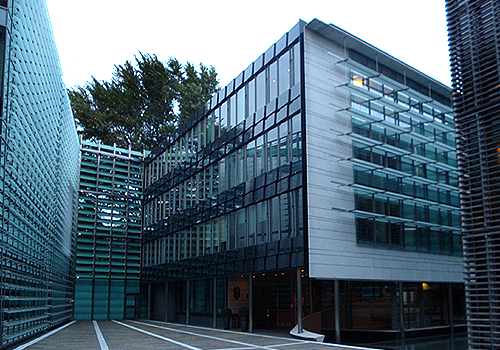
Schwedische Botschaft in Berlin

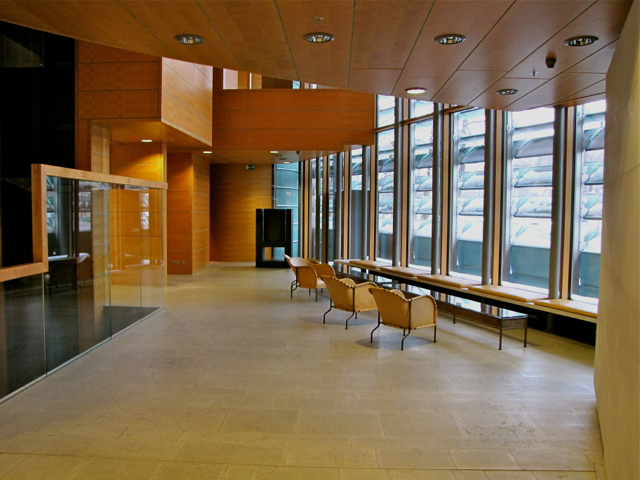
Foyer der Botschaft in Berlin mit dem Stuhl Bruno von Mats Theselius

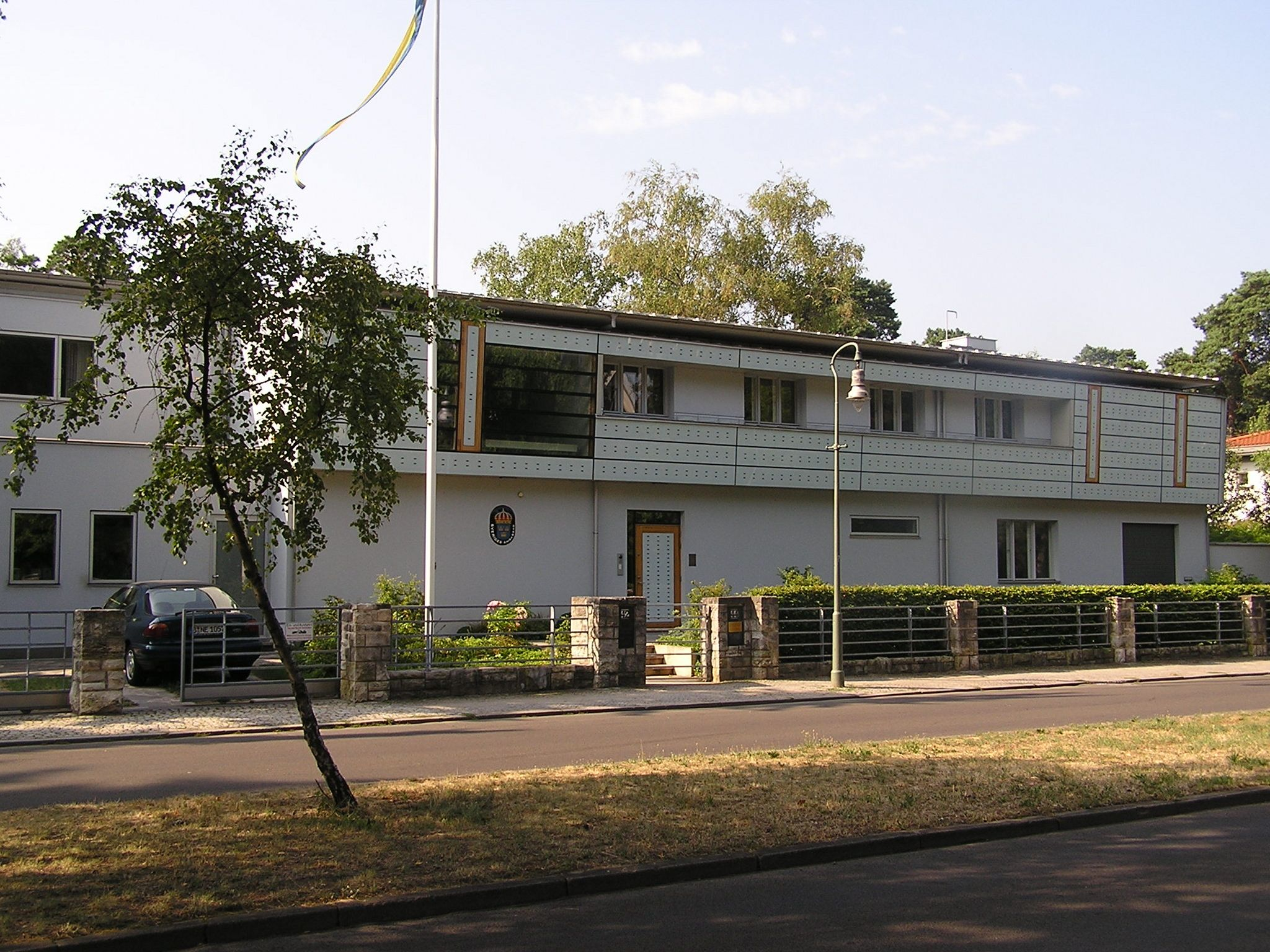
Seit 1999 residiert der schwedische Botschafter in der Pücklerstraße in Dahlem in der 1936 für Günther Werner-Ehrenfeucht errichteten Villa. Der Garten wurde von Herta Hammerbacher gestaltet und steht heute unter Denkmalschutz.

Die Schwedische Botschaft in Berlin ist der Hauptsitz der diplomatischen Vertretung von Schweden in Deutschland. Sie befindet sich im Berliner Ortsteil Tiergarten an der Rauchstraße 1 und ist Teil der Nordischen Botschaften. Botschafterin ist seit September 2023 Veronika Wand-Danielsson.

## Geschichte
Ab 1912 war der Sitz der schwedischen Legation auf der Tiergartenstraße 36. Im Zweiten Weltkrieg wurde bei den Luftangriffen der Alliierten am 22. November 1943 das Botschaftsgebäude zum Großteil zerstört. Deshalb zog die Schwedische Gesandtschaft ins 120 Kilometer entfernte Schloss Altdöbern – in Berlin verblieb nur ein Kontaktbüro auf der Rauchstraße 25. Das Gesandtschaftspersonal verblieb bis nach Kriegsende in Deutschland und wurde erst am 18. Mai 1945 evakuiert.
Ab 1948 residierte in West-Berlin ein Generalkonsul. 1950 wurde ein Botschafter nach Bonn entsandt. In Ost-Berlin wurde 1972 die Schwedische Botschaft in der DDR eingerichtet. Ihr Sitz befand sich in der Otto-Grotewohl-Straße 3a (jetzt: Wilhelmstraße 66) in Berlin-Mitte.
Mit der Verlegung des Regierungssitzes zog die schwedische Botschaft 1999 von Bonn (Eintrag in Botschaftsliste) nach Berlin. Die heutige Botschaft befindet sich am Rand des Großen Tiergarten, wo sich bereits vor dem Zweiten Weltkrieg die Schwedische Botschaft befand. Das neue Gebäude wurde 1997–1999 errichtet und ist eine der fünf Botschaften, die zusammen die Nordischen Botschaften bilden. Architekt der Schwedischen Botschaft ist Gert Wingårdh. Das Innere zeichnet sich mit Wänden aus Birkenholz und Details aus Kupfer sowie der Treppe aus. Die Botschaft hat drei Etagen mit Aussicht auf der Klingelhöferstraße. Die Außenwände bestehen aus Kalkstein aus Gotland und schwarzem Diabas aus Emmaboda. Das Gebäude wird vom staatlichen Werk für Immobilien (SFV) verwaltet.
Die Residenz des Botschafters befindet sich in der Pücklerstraße 42/44 in Dahlem in der von Wilhelm von Gumbertz-Rhonthal (1905–1982) entworfenen, 1936 gebauten und 1998–1999 umgebauten Villa Ehrenfeucht, die eine Gartenanlage der Landschaftsarchitektin Herta Hammerbacher umgibt.